# Відвалоутворювач

Відвалоутво́рювач (рос.отвалообразователь, англ. spreader, stacker; нім. Absetzer m) — машина для укладання розкривних порід (або корисні копалини) у відвал.
Як правило, відвалоутворювач — частина конвеєрного комплексу на гусеничному, рейковому, крокуючому або крокуючо-рейковому ходу з приймальною і похилою відвальними консолями.
Відвалоутворювачі розрізняються за здатністю повертатися відвальної й приймальної консолей на повноповоротні, частково поворотні й неповоротні. Відвалоутворювач може бути конструктивно поєднаний з багатоковшовим екскаватором (т.зв. абзетцер).
Як елемент «відвальна консоль» Відвалоутворювач входить також до конструкції транспортного мосту, з допомогою якого порода в кар'єрі рухається упоперек фронту робіт у вироблений простір.
При транспортно-відвальній системі розробки горизонтальних і пологоспадних (полого-падаючих) покладів В. застосовують для розміщення розкривних порід у виробленому просторі, на похилих і крутоспадних (круто-падаючих) покладах — при транспортних системах розробки для розміщення порід розкриву на зовнішніх відвалах.
Продуктивність відвалоутворювача по розпушеній породі 650—15200 м3/год, радіус розвантаження до 70 м, швидкість руху.